# Lutypha
Lutypha är ett släkte av svampar. Lutypha ingår i familjen trådklubbor, ordningen Agaricales, klassen Agaricomycetes, divisionen basidiesvampar och riket svampar.
|         | Pistillaria                              |
|         |                                          |
|         | Typhula                                  |
|         |                                          |
|         | Pistillina                               |
|         |                                          |
|         | Macrotyphula                             |
|         |                                          |
| Lutypha | \| \| Lutypha sclerotiophila \| \| \| \| |
|         | \| \| Lutypha sclerotiophila \| \| \| \| |
|         | Lutypha sclerotiophila                   |
|         |                                          |

|  | Lutypha sclerotiophila |
|  |                        |